# Цегларик, Петер
Петер Цегларик (словац. Peter Cehlárik; род. 2 августа 1995, Жилина) — словацкий хоккеист, крайний нападающий швейцарского клуба «Цуг». Бронзовый призёр Олимпийских игр 2022 года в составе сборной Словакии.

## Карьера
Воспитанник хоккейной школы МсХК «Жилина». Выступал за ХК «Лулео», ХК «Асплёвен».
В чемпионатах Швеции — 70 матчей (9+16), в плей-офф — 8 матчей (1+0).
В 2016—2020 годах выступал за клуб НХЛ «Бостон Брюинз» и его фарм-клуб «Провиденс Брюинз». В НХЛ за 4 сезона провёл всего 40 матчей и набрал 11 очков (5+6), в основном выступая за фарм-клуб.
17 августа 2020 года подписал двухлетний контракт со шведским клубом «Лександ», где присоединился к своему соотечественнику Мареку Гривику. В сезоне 2020/21 набрал 40 очков (20+20) в 45 матчах регулярного сезона.
Сезон 2021/22 провёл в клубе КХЛ «Авангард» из Омска.
24 мая 2022 года подписал двухлетний контракт со швейцарским клубом «Цуг».
В составе молодежной сборной Словакии участник чемпионатов мира 2014 и 2015. В составе юниорской сборной Словакии участник чемпионата мира 2013. В 2016 году дебютировал на взрослом чемпионате мира.
В 2022 в составе сборной Словакии по хоккею стал бронзовым призером Олимпийских игр в Пекине.

## Достижения
- Победитель Лиги чемпионов (2015)
- Серебряный призер чемпионата Швеции (2013)
- Бронзовый призер молодёжного чемпионата мира (2015)
- Бронзовый призер Зимних Олимпийских игр (2022)